# 葡萄紫渣斗式花盆
葡萄紫渣斗式花盆製造年代為金－元（西元12至14世紀），高 19.2 公分、口徑 21.3 公分、足徑 12 公分。底部挖有五孔作為花瓶排水之用

## 外觀
此件花盆整體風格因為尺寸較大、比例上偏寬、釉彩斑斕、極具光澤以及用色沉穩使得花盆較莊重典雅，體現了鈞窯瓷器之美；不像傳統青瓷、白瓷、青花瓷利用繁複的紋樣、圖飾增添瓷器的藝術感以及高貴的象徵，而是反其道地運用釉料經過窯高溫環境下的「窯變」燒製出多變的色彩顯現出如寶石般的質感，更散發著鈞釉帶來的神祕感，「葡萄紫」即為其中一種。

### 造型
結構上可以分為三個部分：喇叭狀開口（侈口）、寬橢圓腹、矮底足；做工精緻，底足的部分有些許內凹。
渣斗即為一種自古即有的家庭用具，用來盛裝食物殘渣；此件花盆沿襲了渣斗的外型：侈口外移（喇叭狀開口）、寬腹；不同之處在於渣斗原為較小尺寸之物品（大約十公分左右），而花盆為大型作品；且又將寬腹的比例橫向拉伸。
對於外型而論，其仿製的概念與原型合理推測可以追溯早至青銅器時代之器型，像是民國初年賞玩陶瓷的戲曲學者許之衡就在書中提到「渣斗，觚之小者曰渣斗」，渣斗承襲了觚侈口外移的設計特色；除了觚之外，也能從其他早期青銅器看出設計的源流，例如殷商晚期的犧首獸面紋圓口方尊，比對渣斗式花盆可以發現在結構的配置上有異曲同工之妙。

### 釉色
鈞窯之特色為濃厚的釉以及經過素燒和一或多道的燒製過程，這件作品的葡萄紫釉上至侈口內部約三分之一處，瓶內為帶有微光澤之白色；而足邊的地方有明顯之修釉痕，即醬色的護胎汁（釉）和葡萄紫釉之交界有明顯的交混。不過就整體而言，釉面光滑明亮，其釉樣之模式為乳濁的粉紫色加上葡萄紫之斑紋，賞玩陶瓷之人多稱之為「淚痕」，如果淚痕太過粗、厚重則較劣稱之為「蠟淚」；濃厚的釉在燒製過程中的自然流動也造成了濃淡的分別，侈口和寬腹的釉色皆為由上至下、由淡至濃；至於侈口和寬腹之交界處、寬腹和底足之交界處，因為轉折處較易積聚釉汁所以釉色較深為紫黑色；最特別的是在寬腹上部有一圈乳白之釉環，其中仍有些許葡萄紫斑，鈞窯的渣斗式花盆大多都有此種特色。

### 特徵
底部刻有數目字「五」，字周圍帶有刮釉的痕跡，由此可知此為燒製完成後才被加刻，經由比對同樣來自鈞窯之作品可合理推知，數字和尺寸有關聯，數字越大，則尺寸越小；值得注意的是，這件花器並沒有鈞窯常見的「蚯蚓走泥紋」，可能的原因為素燒或是二次燒造過程中胎體很難得地沒有產生細微裂痕，因此無法讓後來的釉汁得以注入，又或者是金-元時期的釉汁成分更加均勻。